# Еремеев, Николай Григорьевич
Николай Григорьевич Еремеев (15 [27] июня 1877, Киев — декабрь 1941, Ленинград) — русский журналист и детский писатель.

## Биография
Родился в 1877 году в Киеве. До 4 класса учился в Виленской 2-й гимназии, а затем перешел в Киевскую 1-ю гимназию, курс которой окончил в 1897 году. Высшее образование получил на юридическом факультете университета Св. Владимира.
Еще в бытность свою студентом состоял сотрудником многих местных и столичных газет и журналов. Опубликовал значительное число статей, рецензий и заметок по вопросам искусства, преимущественно театра. В разные годы сотрудничал в изданиях: «Киевская газета», «Киевское слово», «Елисаветградские новости», «Виленский вестник», «Жизнь искусства», «Театр», «Театральный курьер», «Сцена», «Актер», «Новости сезона», «Дитя», «Поток», «Север», «Музыкальный труженик», «Комик», «Спорт», «Наблюдатель», «Биржевые ведомости», «Киевский театральный курьер», «Киевский театрал», «Театр и искусство» и многих других. Составил первое издание сборника «Чтец-декламатор». Кроме того, опубликовал ряд пьес для детского театра.
Переселившись на постоянное жительство в Санкт-Петербург, с 1904 года служил в Главном управлении почт и телеграфов, где был помощником столоначальника IX отделения. Некоторое время состоял секретарем журнала «Петербургский дневник театрала», издававшегося А. А. Плещеевым.
Судьба после Октябрьской революции неизвестна. В 1941 году проживал в Ленинграде по адресу улица Ленина, дом 39. Умер в декабре 1941 года во время блокады. Похоронен на Серафимовском кладбище.

## Сочинения
- Пьесы для детского театра. — Киев, 1898.
- Пьесы для детского театра. — 2-е изд. — Киев, 1901.
- Без старших: комедия в 2 действиях. — 3-е изд. — Киев, 1908.
- Большаки: картинка в 1 действии. — 3-е изд. — Киев, 1908.
- Поэт-Ваня: сценка-шутка в 1 действии. — 3-е изд. — Киев, 1908.
- Маленький трагик: шутка в 1 действии. — 3-е изд. — Киев, 1908.
- Ёлка: рождественская картинка в 1 действии. — 3-е изд. — Киев, 1908.
- Митина проделка: сценка-шутка в 1 действии. — 3-е изд. — Киев, 1908.
- Проказники: шутка из детской жизни в 1 действии. — 3-е изд. — Киев, 1908.
- Случайные гости: летняя картинка в 1 действии. — 3-е изд. — Киев, 1908.
- Храбрые фотографы: шутка из детской жизни в 1 действии. — 3-е изд. — Киев, 1908.
- Осторожнее с огнём! комедия из детской жизни в 2 действиях. — 3-е изд. — Киев, 1908.
- Детский театр: 12 пьес для общедоступного детского театра. — 3-е изд. — Киев, 1909.
- Большаки: картинка в 1 действии. — 4-е изд. — Киев, 1912.
- Поэт-Ваня: сценка-шутка в 1 действии. — 4-е изд. — Киев, 1912.
- Маленький трагик: шутка в 1 действии. — 4-е изд. — Киев, 1912.
- Проказники: шутка из детской жизни в 1 действии. — 4-е изд. — Киев, 1912.
- Случайные гости: летняя картинка в 1 действии. — 4-е изд. — Киев, 1912.
- Храбрые фотографы: шутка из детской жизни в 1 действии. — 4-е изд. — Киев, 1912.
- Осторожнее с огнём! комедия из детской жизни в 2 действиях. — 4-е изд. — Киев, 1912.
- Детский театр: 12 пьес для общедоступного детского театра. — 4-е изд. — Киев, 1912.